# Яблонский, Максим Александрович
Максим Александрович Яблонский (род. 15 августа 1996, Сморгонь, Гродненская область) — белорусский футболист, крайний защитник и полузащитник клуба «Неман». Выступает на правах аренды в клубе «Сморгонь».

## Карьера

### Клубная
Воспитанник ДЮСШ города Сморгонь, первый тренер — Виктор Анатольевич Страшинский. С 2013 года стал выступать на взрослом уровне за клуб «Сморгонь» в первой лиге, где со временем стал игроком основного состава. В 2015 году был признан лучшим молодым игроком команды, в 2016 году — лучшим игроком клуба.
В марте 2017 года перешёл в гродненский «Неман». Начал сезон как игрок дублирующего состава. Дебютный матч за основную команду сыграл 5 июля 2017 года в Кубке Беларуси против клуба «СДЮШОР-8» (7:0), стал автором гола и голевой передачи. В высшей лиге дебютировал 12 августа 2017 года, выйдя на замену на 69-й минуте в игре против «Слуцка». С конца 2017 года стал игроком стартового состава «Немана». Несколько раз продлевал контракт с клубом.
Сезон 2019 начинал в стартовом составе команды, однако позднее много пропустил из-за травм. В 2020 году преимущественно выходил на замену, а в сезоне 2021 стал чаще появляться в основе. В феврале 2022 года продлил контракт с «Неманом». В декабре 2022 года продлил контракт с клубом.
Был одним из лучших игроков «Немана» в первом круге высшей лиги 2023 года, сделав 6 передач за 11 матчей, после чего получил травму, из-за которой выбыл из строя до конца года. 
В марте 2024 года футболист на правах арендного соглашения вернулся в «Сморгонь».

### В сборной
Выступал за молодёжную сборную Беларуси. Дебютировал 1 июня 2016 года в товарищеском матче против Македонии, а всего в 2016-2018 годах принял участие в четырёх матчах. Ранее вызывался в состав юниорской (до 19 лет) сборной страны.